# Saint-Jean-de-Monts
Saint-Jean-de-Monts è un comune francese di 8 265 abitanti situato nel dipartimento della Vandea, nella regione dei Paesi della Loira. È una località balneare molto visitata durante la stagione estiva.

## Storia
Le spiagge della città sono molto frequentate dai bagnanti fin dal 1867. Dal 1892, generazioni di artisti si sono ispirati dal suo paesaggio.

## Geografia fisica

### Territorio

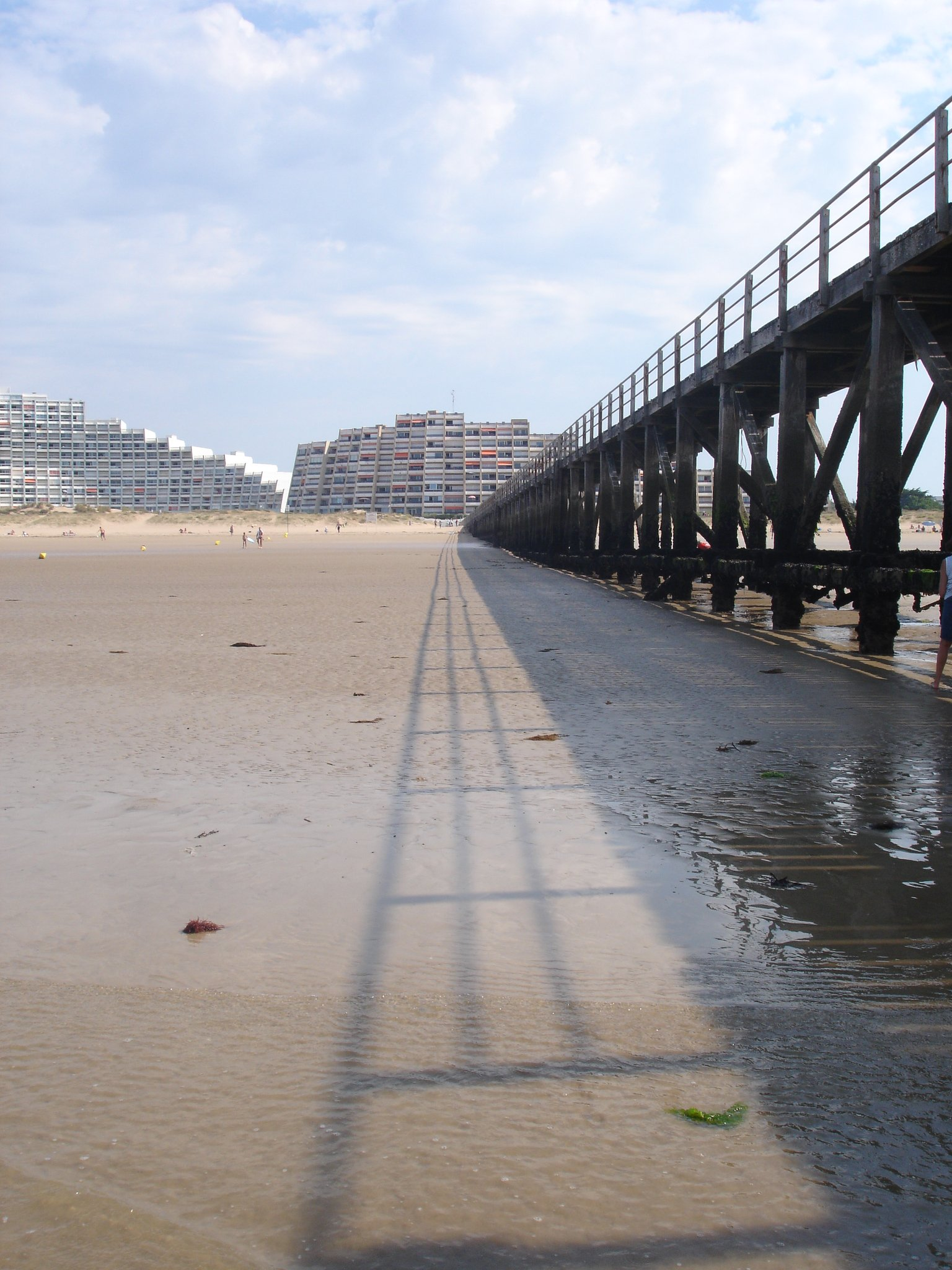
Il pontile della città durante la bassa marea

La città è situata nella Côte de Lumière, in Vandea, tra Notre-Dame-de-Monts e Saint-Hilaire-de-Riez.
È separata in due da un cordone di dune che si estende da nord a sud lungo la costa ricoperto da diverse pinete.
Il cuore del borgo è situato a est del cordone, mentre la parte ovest più vicina al mare rappresenta un secondo nucleo più frequentato durante l'estate.
La spiaggia è la più grande attrazione turistica della città. Accessibile a tutti, è lunga più di otto chilometri e consente, grazie ai grandi spazi offerti dalla bassa marea, di praticare qualunque tipo di sport.
Lungo la costa si possono trovare diverse paludi e boschi.

### Clima
La zona può beneficiare di 2 300 ore di sole all'anno, più di Biarritz e alla pari di Carcassonne.

### Ambiente
Saint-Jean-de-Monts ha ottenuto 4 fiori al Concours des villes et villages fleuris (palmarès 2007).

## Società

### Evoluzione demografica
Abitanti censiti